# 拉法蘭西
拉法蘭西（英語：La France）是美國南卡羅萊納州安德森縣一個非建制地區，鄰近76號美國國道以及28號南卡羅萊納州州道（South Carolina Highway 28），並距離縣治安德森西北方約10英里（16）。當地擁有一所在1871年4月12日啟用的郵政局，而其美國郵遞區號則是29656。